# 알카소바스 조약

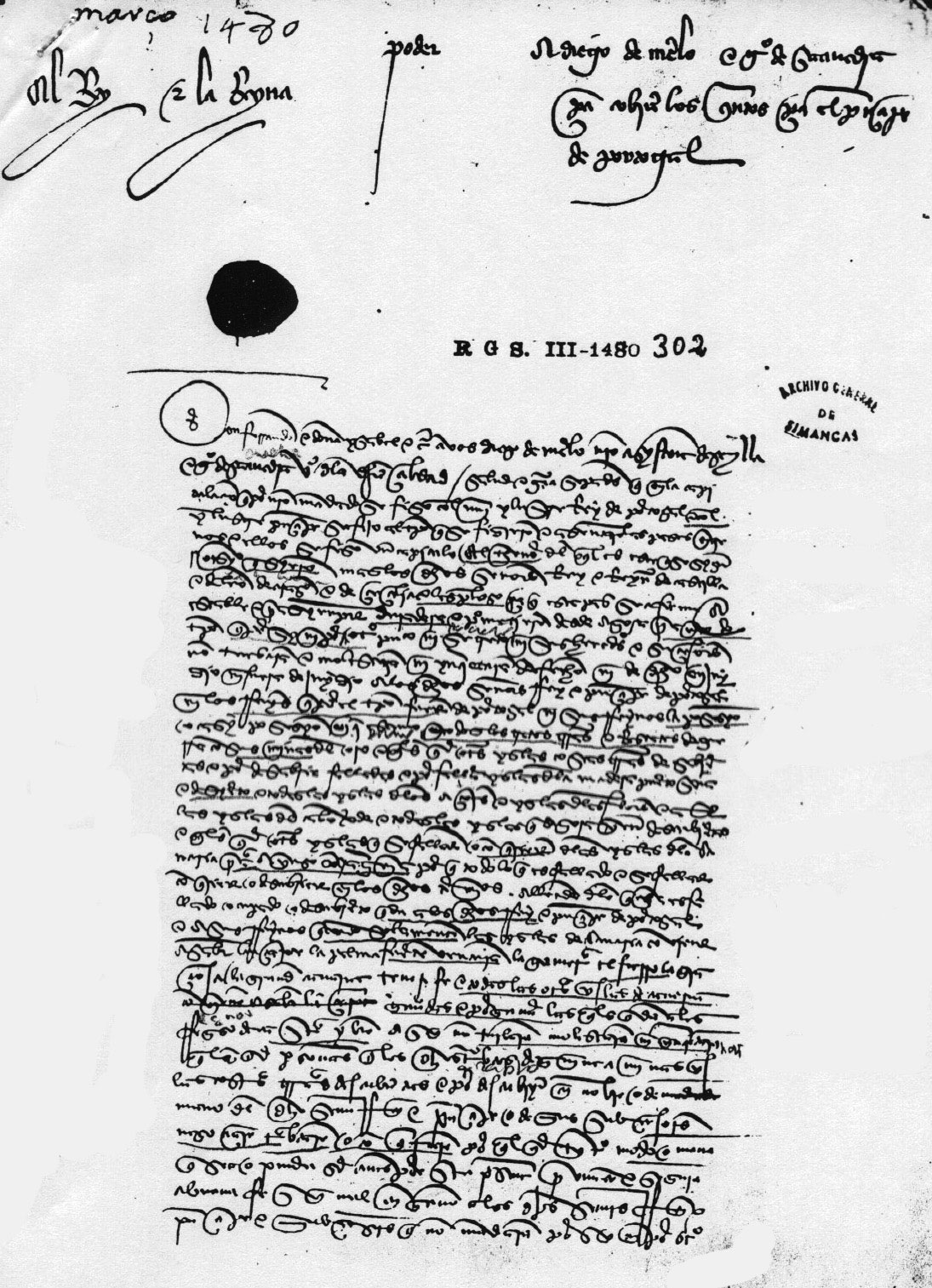
알카소바스 조약 1479년 9월 4일

알카소바스 조약(Treaty of Alcáçovas)은 1479년 9월 4일 스페인과 포르투갈 사이에 체결된 조약으로 카스티야 왕위계승전(1475~1479)을 종결시키기 위해 체결된 조약이다. 조약의 주요내용은 이사벨 1세(1451~1504)를 카스티야의 왕으로 인정하며 포르투갈이 대서양 상에 몇몇 섬들에 대한 소유권과 아프리카 해안 지대에 대한 권리를 보장한다는 것이다. 스페인 측 참석자는 페르난도 2세(아라곤), 이사벨 1세(카스티야)이고 포르투갈에서는 국왕 아폰수 5세(1432-1481)와 그의 아들 주앙 왕자가 참석하였다.

## 카스티야 왕위계승전
1474년 12월, 카스티야의 엔리케 4세 사망 후, 엔리케 4세의 이복동생인 이사벨 1세와 엔리케 4세의 딸 후아나(1462~1530) 사이에서 왕위계승 다툼이 벌어졌다. 분쟁의 원인은 후아나가 선왕 엔리케 4세의 친딸이 아니라는게 분명하였기 때문이다. 엔리케 4세는 신체적인 결함으로 인해 정상적인 결혼생활이 불가능하였기에 당사자의 주장과는 달리 진짜 후아나의 생부는 초대 알부케르크 공작 벨트랑(1443~1492)이라고 알려져 있었다. 포르투갈의 아폰수 5세는 후아나와 결혼한후 후아나의 권리를 지킨다는 명분으로 1475년 5월, 카스티야를 침공하였다.
포르투갈의 아폰수 5세는 6살의 어린나이에 즉위후 섭정과 대귀족들에게 휘둘리며 다소 무능한 군주로 성장했다. 약한 국내 입지를 만회하기 위해 아프리카 원정을 실시했는데 예상외로 선전을 하였다. 자신감이 생긴 아폰수 5세는 카스티야의 왕권을 노리며 전쟁을 벌였으나 1476년 3월 토로전투에서 패하며 난관에 부딪히고 말았다. 육상에서의 전투와 병행하여 대서양에서도 해상전이 치열하게 벌어졌다.
아프리카 기니에 대한 교역권과 대서양 항해와 탐사에 대해 양국간에 주장이 충돌한 결과였다. 지상에서와는 달리 대서양에서는 포르투갈이 우세하였다. 전쟁은 3년 더 질질 끌었는데 육지에서는 카스티야가 우세하였고, 바다에서는 포르투갈이 우세하였다. 지리한 전쟁을 끝내기 위해 양국은 알카소바스에서 만나 협상을 시작하였는데, 포르투갈은 카스티야와 분쟁 중인 대서양에서 매우 유리한 조건을 대가로 카스티야 왕위를 포기하게 되었다.

## 조약 내용
- 아폰수 5세와 후아나의 결혼은 무효이며 아폰수 5세는 카스티야 왕위에 대한 권리를 포기한다.

- 후아나는 카스티야 왕위 계승권을 포기한다.

- 후아나와 아폰수 5세를 지지한 카스티야인들은 사면한다.[13]

- 카나리아 제도에 대한 지배권은 카스티야에 귀속된다.[14][15][16]

- 카나리아 제도를 제외하고 양국간에 분쟁 중인 모든 영토와 아프리카 해안에 대해 포르투갈의 지배권을 인정한다. 주요지역은 기니의 금광산, 마데이라, 아조레스, 케이프 베르데이다. 포르투갈은 페즈 왕국 독점 정복권도 가진다.[17][18]

- 스페인은 카나리아 제도 남쪽의 바다, 즉 북위 26도 이남의 모든 바다에서 항해, 정복, 지배, 개척, 탐험, 무역활동을 할 수 없다. 아울러 대서양에서 이미 알려진 영토뿐만 아니라 미래에 발견될 영토에 대한 소유권은 포르투갈에게 있다.(이로 인해 1494년에 양국간에 영토분쟁이 발생함)

- 아폰수(아폰수 5세의 손자)와 이사벨(페르난도 2세의 딸)은 함께 모우라 마을에서 결혼적령기가 될때까지 거주한다. 이에 따라 발생한 비용은 스페인에서 책임진다.(모우라 약정,Tercerias de Morua)

- 포르투갈은 전쟁 보상금을 이사벨(페르난도 2세의 딸)의 지참금 형태로 10만6676 도블레를 받는다.[19]

## 결과와 영향

### 조약 비준
1481년 교황청으로부터 이 조약에 대해 비준을 받았다. 이 조약을 통하여 이사벨 1세는 왕권을 보장받는 대신에 너무나도 많은 것들은 포르투갈에 양보해야 했다. 카나리아 제도의 남쪽 바다인 대서양, 즉 북위 26도 이남 지역에서 포르투갈의 독점적 탐험과 항해권, 상업권을 인정하였는데, 이는 사실상 스페인이 대서양에서의 모든 활동이 봉쇄되었음을 의미한다. 스페인 학자인 안토니오 루메우 데 아르마스는 1479년 알카소바스의 평화협정으로 가톨릭 군주(페르난도 2세와 이사벨 1세)들이 평화를 지나치게 비싼 값으로 사들였다고 평가하였다. 그리고 역사학자 몬세라트 레온 게레로는 "...그들은 대서양에 의해서 영토와 세력확장을 포기하도록 강요받는 자신을 발견하게 되었을 것이다."고 덧붙였다.".

### 영토 분쟁

콜럼버스의 항해경로

이 조약으로 인해 스페인은 포르투갈의 허락없이 포르투갈의 영해(북위 26도 이남지역의 대서양)로 항해할 수 없게 되었다. 이는 추후 양국간의 갈등의 씨앗이 되었다. 1493년 3월, 콜럼버스가 1차 항해를 마치고 귀국한후 스페인과 포르투갈 사이에 영토분쟁이 발생하였다. 스페인으로부터 지원받은 콜럼버스가 항해를 통해 몇몇 개의 새로운 섬들을 발견하고 귀국했는데, 그 섬들이 북위 26도 이남에 위치해 있었기 때문이다. 양국간에 체결한 알카소바스 조약에 따르면 스페인은 북위 26도 이남 지역에 대해 항해를 할수도 없고 탐험과 개척이 금지되어 있었다. 따라서 콜럼버스는 이 조약을 위반하여 항해를 했을뿐만 아니라 콜럼버스가 발견한 새로운 땅은 포르투갈의 영토에 속했기 때문이었다.

### 토르데시야스 조약

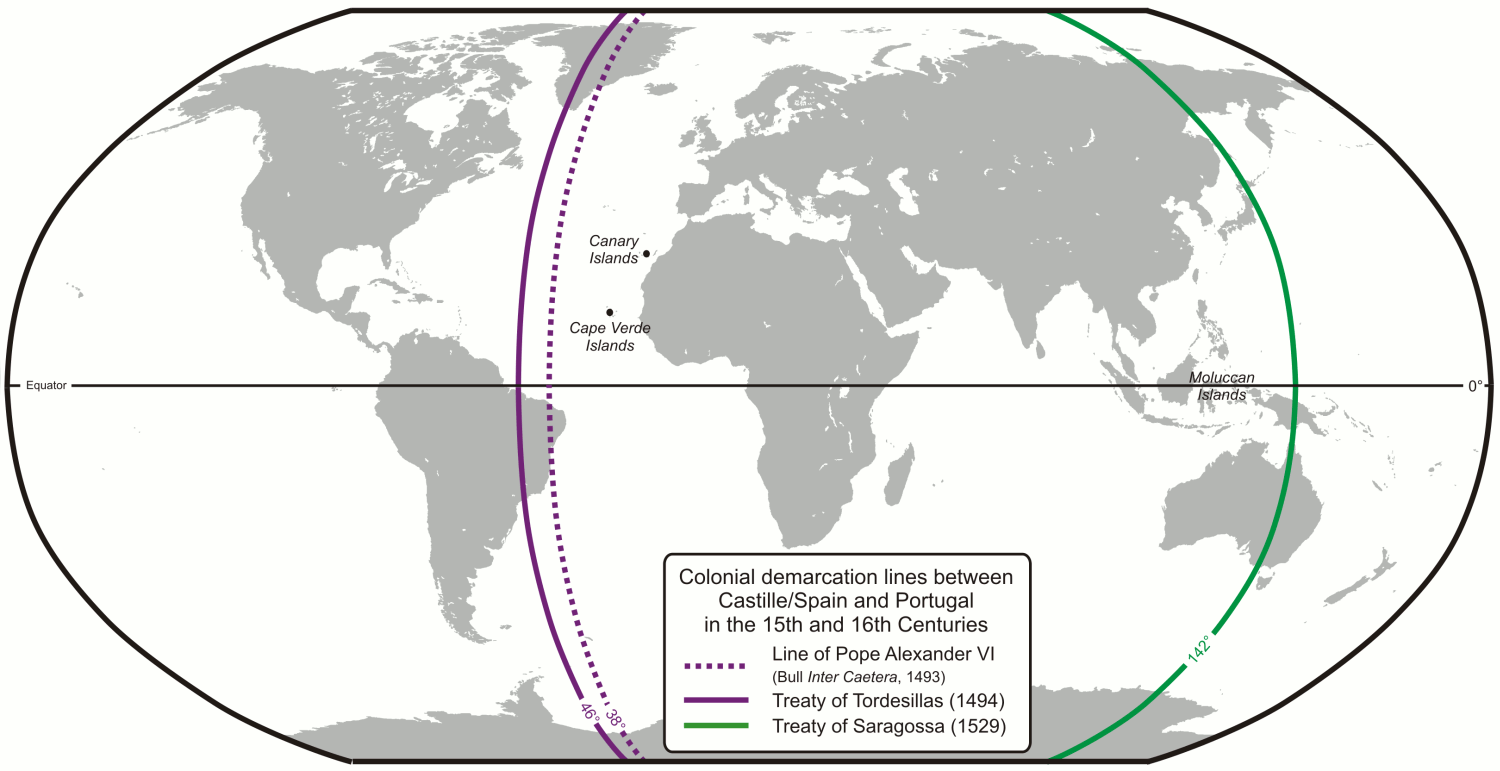
보라색 점선은 교황 알렉산데르 6세가 1493년에 권장한 중개안의 경계선이고, 보라색 실선이 1494년에 토르데시야스 조약으로 맺어진 선이다.

콜럼버스가 알카소바스 조약을 위반했음을 인지한 포르투갈의 주앙 2세는 이 사실을 스페인에 통보하며 강력히 항의했다. 아울러 영토 반환을 요청하자 양국간에 분쟁이 발생했다. 양국은 분쟁을 해결하고자 교황청에 분쟁조정을 요청하였다. 교황 알렉산데르 6세는 1493년 5월3일 칙령을 통해 중재안을 제시했다. 그러나 교황의 중재안은 자신의 조국인 스페인에 유리하며 편파적이었다. 포르투갈의 국왕 주앙 2세는 교황의 중재안을 거부했다. 양국은 로마 교황청과 무관하게 단독으로 약 1년여의 협상 과정을 거쳐 1494년에 새로운 영토 경계선을 규정한 토르데시야스 조약을 체결하였다.
알카소바 조약은 식민주의 역사에서 획기적인 사건으로 여겨질 수 있다. 유럽 강대국들이 나머지 세계를 '영향력의 영역'으로 나누고 그러한 영역 내에 위치한 영토를 식민지화할 수 있도록 권한을 부여받으며, 그곳에 살고 있는 원주민들은 모두 동의를 구하지 않아도 된다는 원칙을 공식적으로 개괄하는 최초의 국제 문서 중 하나이다. 이것은 20세기 탈식민지화까지 유럽 열강의 이념과 실천에서 일반적으로 통용되는 원칙으로 남아 있었다. 알카소바스 조약은 동일한 기본원칙에 근거한 많은 후기 국제조약과 기구들의 선례로 간주될 수 있었다. 여기에는 세계 탐험에서 스페인과 포르투갈의 입장을 더욱 성문화한 1494년 토르데시야스 조약과 4세기 후 베를린의 1884년 총회의 결의가 포함되는데, 이 결의안은 아프리카를 식민지 세력권으로 나눈 것과 거의 같은 방식으로 이루어졌다.

## 같이 보기
- 토르데시야스 조약
- 사라고사 조약 (1529년)
- 주앙 2세